# Хольцман, Джек
Джек Хольцман (англ. Jac Holzman род. 15 сентября 1931 года) — американский бизнесмен, музыкальный продюсер. Основатель и президент лейбла звукозаписи Elektra Records.

## Биография
В 1950 году основал лейбл звукозаписи Elektra Records и руководил им на протяжении 23 лет.

## Премии и признание
В 2011 году заслуги Джека Хольцмана перед музыкальной индустрией были высоко отмечены — он был принят в Зал славы рок-н-ролла в категории «Неисполнители». (С 2008 года эта категория официально называется «Премией Ахмета Эртегюна за жизненные достижения» — в честь музыкального продюсера и бизнесмена, одного из основателей Зала славы рок-н-ролла.)